# Anisophya brasiliensis
Anisophya brasiliensis is een rechtvleugelig insect uit de familie sabelsprinkhanen (Tettigoniidae). De wetenschappelijke naam van deze soort is voor het eerst geldig gepubliceerd in 1878 door Brunner von Wattenwyl. De door hem beschreven soort komt voor in Zuid-Amerika.